# Panche
Los panches o tolimas son un pueblo indígena originario, que habitaba en ambas riberas del río Magdalena y su cuenca, desde la hoya del río Gualí al noroeste y del río Negro al noreste, hasta la hoya del río Coello al suroeste y Fusagasugá al sureste, en territorio de la actual Colombia. Se le ha considerado culturalmente similar a los pueblos caribes vecinos pero lingüísticamente no emparentado con ellos. Según Fray Pedro Simón, los panches hablaban la misma lengua de los pijaos. Fueron descritos por los conquistadores españoles como temibles guerreros, antropófagos cuya vida giraba en torno a la guerra.

## Territorio
En el momento de la conquista se encontraban asentados en el centro de la actual República de Colombia, en el oriente del Tolima occidente de Cundinamarca.  Sus vecinos al occidente eran los pijaos, coyaimas y natagaimas; al noroeste los pantágoras; al noreste los muzos o Colimas; al sureste los sutagaos y; al este los muiscas.
Se ha establecido aproximadamente el alcance territorial del país panche, teniendo en cuenta que las zonas limítrofes fluctuaban por las guerras y otros motivos. Por el norte llegaba hasta los ríos Guarinó y Gualí colindando con sus hermanos de origen e idioma, los pantágoras o Palenques. Hacia el occidente habitaron parte de la cordillera central, los pueblos que hoy conocemos como Fresno, Falan, Palocabildo, Herveo, Líbano y Anzoátegui (Tolima) eran zona limítrofe con otros pueblos indígenas. En cuanto la zona limítrofe hacia el oeste y sudoeste existen grandes dudas, especialmente en el caso de Ibagué, ya que algunos autores afirman que el área actual esta ciudad se encontraba en territorio panche y otros aseguran que era pijao.  La respuesta a este dilema sin embargo puede hallarse en que Ibagué en principio fue fundada en el sitio que hoy se encuentra Cajamarca (Tolima), terrenos que sin duda alguna pertenecían a la nación de los pijaos, pero meses después la ciudad fue trasladada al sitio que hoy ocupa, a la meseta, que según la mayoría de cronistas la adjudican como territorio panche.  
Dominaron y habitaron los panches las tierras actualmente ocupadas por los pueblos de Rovira, Valle de San Juan y San Luís, Guamo y El Espinal. Partiendo entonces de esta base deducimos que el río Combeima y el río Coello eran límite fluctuante entre panches y pijaos.  Por el Oriente ha sido posible establecer que la frontera entre panches y muiscas pasaba por entre los municipios de Anolaima, Cachipay, Zipacón (fuerte militar fronterizo de los muiscas); Tena Viotá y La Mesa (Cundinamarca), tomando la parte alta de la cordillera de Subía hasta Tibacuy.  Al sudeste ocuparon los hoy valles de Carmen de Apicalá y Melgar (Tolima), frontera que compartían con los sutagaos.  Hacia el Noroeste los panches habitaron los pueblos de Nimaima, Nocaima, Vergara y La Vega (Cundinamarca), siguiendo la serranía del Tablazo en Supatá hasta Pacho, donde empezaba la comarca de los colimas o muzos.  A partir de estos puntos concluimos que son netamente panches los pueblos de Villeta, Guaduas, Sasaima, Chaguaní, Vianí, Guayabal de Síquima, Útica y El Peñón (Cundinamarca).
El antiguo territorio del Gran Tolima albergaba con estas extensas comunidades, también un vasto sistema socioeconómico muy similar entre sí.  Aunque nunca se rigieron por un mando central, estas agrupaciones prehispánicas se organizaron en señoríos independientes, comunidades tributarias y comunidades subyugadas a otras.
El cacicazgo era ejercido sin tener muy en cuenta las vías de dinastías, se elegía de acuerdo a las necesidades del momento, el valor y conocimiento relacionado con lo sobrenatural, era una exigencia y no era de mucha importancia el sexo del elegido.  Se conoce de Cacicas, mujeres que estuvieron al mando de los destinos de estos pueblos con resultados notables. 
Existía dentro de estas civilizaciones los Marirris o Piaches y Mohanes, propios de las sociedades chamánicas, Ancianos y Adivinos, que desempeñaban un papel importante en las decisiones religiosas, políticas, militares y en especial en materia de salud.  Tenían que ver con lo real pero también con todo lo divino y lo sagrado.  Los Caciques panches o síquimas tenían como costumbre dar su nombre a la región que gobernaban y eran asesorados en sus funciones especialmente por un grupo de personas de autoridad y experiencia llamados Acaimas.

## Organización político-administrativa
Su organización política era de tipo tribal, esto significa que no tenía una gran diferenciación jerárquica dentro de la sociedad, ni existían líderes que dominaran políticamente grandes territorios o súbditos. Sin embargo las crónicas española de la conquista dejan ver que algunos líderes tenían reconocimiento en razón de su capacidad estratégica militar, cuyo mando era acatado por otros líderes en alianzas temporales.
La nación panche estaba conformada por las tribus tocaimas, anapuimas, suitamas, lachimíes, anolaimas, síquimas, chapaimas, calandaima, calandoimas, bituimas, tocaremas, sasaimas, guatiquíes, etc.

### Gobernantes
La organización tribal no permitió el surgimiento de grandes líderes políticos, tampoco hubo una buena recolección de la historia de estos pueblos menos si se tiene en cuenta su rápido exterminio durante la conquista y los años posteriores a esta. Solamente las crónicas dan una idea sobre este punto. Entre los líderes más destacados que las crónicas de la conquista percibieron se encontraba Bituima un hombre sabio de edad madura y con una gran capacidad de convocatoria pues logró la unificación de un buen número de tribus bajo su mando en las batallas de la resistencia a la conquista, este fue un buen estratega militar y puso en jaque a los españoles en Bituima derrotándolos durante el sitio de estos a la fortaleza. También se reconoce a Tocarema y Anolaima quienes combatieron en la batalla de Tocarema contra la invasión de España y que acordaron tratados de paz con Gonzalo Jiménez de Quesada, además de un antiguo jefe Tocaima aunque había muerto hacía muchos años su memoria permanecía viva tal vez por su talento militar.

### La guerra
La guerra era su principal actividad, los españoles les reconocieron una gran capacidad estratégica durante la conquista. Los muiscas afirmaban lo mismo, de hecho reportaron que durante muchos años los panches asaltaron de forma constante sus sembradíos y secuestraban a sus mujeres; en zonas fronterizas como Tibacuy, Subía, Tena, Ciénaga, Luchuta y Chinga los jefes políticos apostaron Güechas o guerreros profesionales reconocibles por su gran tamaño que intentaron contener a los temibles enemigos. Eran enemigos también de grupos Caribes como los Muzos. Incluso los pantágoras o los pijaos vivían en constante enfrentamiento con grupos panches que a su vez luchaban internamente.
Sus armas eran mazas, macanas, arcos, flechas y dardos algunas se diseñaban con el objetivo único de la guerra, mientras que otras eran Herramientas adaptadas a las necesidades bélicas. Las crónicas describen fortalezas defensivas en Anolaima y Bituima en las que supieron aprovechar lo escarpado del terreno y la dificultad de acceso, para vender cara su derrota en batallas sangrienta contra los conquistadores españoles y sus aliados los Muiscas . Como complemento al sistema armamentista que manejaron, los panches preparaban mezclas de venenos de Serpientes venenosas, arañas y alacranes para envenenar las flechas y los dardos. Según los cronistas, los tocaimas eran los más civilizados y de índole más pacífica, mientras que los Síquimas los más guerreros.
De acuerdo a las crónicas de Fray Pedro Simón un objetivo de la guerra era la obtención de carne humana bien para la alimentación o para la práctica del canibalismo ceremonial, sin embargo es más probable que los panches como grupo guerrero practicaran el canibalismo a causa de la guerra como forma de infundir terror a sus enemigos y como una forma ritual de obtener las cualidades de los vencidos, en este caso el canibalismo es más una opción consecuencia de la guerra que la causa de ella.
A pesar de sus continuos conflictos internos podían hacer alianzas intertribales al sentirse amenazados por pueblos que no fueran panches, esto se presentó durante la conquista y en tiempos anteriores cuando se aliaron para asaltar los territorios de los Muiscas, que siempre fueron muy superiores demográficamente.
Su reputación en la guerra fue tal, que en la cuarta estrofa del himno del municipio de Vergara (Cundinamarca) se menciona: "A los Panches debemos bravura ..."

## Historia

### Origen
Por sus características culturales se consideraba que los panches hablaban una lengua perteneciente a la familia lingüística Caribe, aunque la evidencia lingüística disponible sugiere que la lengua de los panches, pijaos y tolimas no estaba emparentada con la de otros pueblos caribes a pesar de las similitudes culturales entre esos grupos y los grupos caribes. Según Fray Pedro Simón, los panches hablaban el mismo idioma que los pijaos.
No es claro el origen de los pueblos culturalmente caribes, se cree que provenientes de la meseta de Matto Grosso en Brasil, (aunque otros autores presumen que son oriundos de Guayana, las islas del Caribe y el norte de Venezuela) habrían llegado al actual territorio de Venezuela por el valle del Orinoco y posteriormente ingresarían a Colombia posiblemente por la serranía del Perijá ascendiendo por el valle del Magdalena hasta ubicarse en las zonas de Cundinamarca y Tolima estas tribus que se ubicaron en esta región habrían dado cambios culturales hasta formar las unidades panches, muzos, pijaos, pantágoras, colimas, etc. Desde donde invadieron territorios que en etapas anteriores le pertenecieron a grupos de la familia Chibcha y que han sido denominados por los arqueólogos como del periodo Herrera. Este cambio parece presentarse desde el siglo IX a XIV d. C. de acuerdo a los análisis arqueológicos y antropológicos.

### Conquista
En la zona del litoral Atlántico, cada poblado amerindio se transforma en un baluarte de la firmeza americana, contra la invasión española. Antes de empezar la marcha hacia territorios del interior de Colombia, los españoles tuvieron que soportar largas jornadas de agotadores combates, por espacio de 10 años para lograr romper el cerco alrededor de la primera cabeza de puente del litoral. 
La conquista de los nuevos territorios, se caracterizó por estar comprendido entre el tercer periodo del proceso de urbanización europea en Colombia, etapa que comienza en el año de 1.535, cuando los españoles rompen el cerco de la resistencia de pueblos del litoral Atlántico como los Taironas. Seguidamente marchan varias columnas militares que penetran en el interior de Colombia, siguiendo unos patrones naturales de sentido norte - sur, los valles de los ríos Magdalena y Cauca.
Gonzalo Jiménez de Quesada, salió de Santa Marta el 5 o 6 de abril de 1536 con cerca de 700 conquistadores españoles. La expedición de mercenarios además llevaba caballos reservados para los capitanes, numerosos perros de fundamental ayuda, pues eran diestros para la lucha y las sangrientas aperreadas o emperradas, terminó que significa azuzar perros de presa contra la población indígena.
Al llegar a La Tora, importante punto en el comercio de la sal, hoy día Barrancabermeja en el Magdalena medio, crearon un eje provisional desde donde se efectuarían todas las expediciones hacia el sur, mientras se fundaba una próxima ciudad; este elemento de expedición se denominaba El Real, que servía como base temporal donde aprovisionaban, servía como refugio, se tomaban decisiones y se lanzaban exploraciones a diversos puntos. De allí continuaron hacia el sur, donde el 12 de marzo de 1537 llegaron a Guachetá (Cundinamarca), enclave de la grandiosa sociedad Chibcha, ante quienes alegaron ser embajadores de un rey muy lejano.  Con esta maniobra habían iniciado la conquista de las zonas altas de los Andes Centrales.  
Una vez encontrados y conquistados los territorios muiscas, las tropas de Jiménez de Quesada decidieron enfrentar la resistencia de los panches.

### Incursión en el territorio de los Panches
Pasado el invierno de 1537, Gonzalo Jiménez de Quesada que se encontraba ya en Muyquytá, hoy Funza, da la orden al capitán Juan de Céspedes de explorar nuevas tierras.  El oficial fue conducido por guías Muiscas a Tibacuy, entra por dominios del Cacique Conchima a territorio de los panches donde se mostró poco amigable, arrogante y hostil.  Sus comentarios y los de sus cronistas son de intrepidez, vigor y disciplina que hace contraste con las observaciones hechas sobre los panches, desordenados, belicosos, vengativos y antropófagos.  Fue la primera expedición castellana en suelo panche. Durante este mismo año Jiménez de Quesada personalmente se dirigió por las ásperas montañas de Tocarema, para hostigar a sus pobladores con el ánimo de intimidarlos, para que les entregaran su oro y abandonaran sus tierras. Los panches de este sector no cedieron a estas presiones y en respuesta declararon la guerra a los invasores y a sus resignados aliados.  
El  6 de agosto de 1538 es fundada la ciudad de la Santa fe de Bogotá del Nuevo Reino de Granada en nombre del emperador Carlos V,  el capitán Pedro Fernández de Valenzuela fue encargado de buscar un sitio para fundar la ciudad y lo encontró en Teusaquillo, no lejos de donde tenía el Zipa una casa de recreo.  La celebración se realizó el 27 de abril del año siguiente en presencia de los conquistadores Nicolás de Federmán y Sebastián de Belalcázar (o también Benalcázar).  El comandante Belalcázar que en 1.530 participó junto con el extremeño Francisco Pizarro en la conquista del Perú, fue un hombre muy organizado y disciplinado que venía de fundar a Quito en 1.534, donde también escuchó sobre el Dorado en una tierra lejana llamada "Cundulmarca" (de boca de un comerciante). 
Por el mismo tiempo, Jiménez de Quesada había despachado una pequeña comisión comandada por su hermano Fernán Pérez de Quesada.  Encontrándose en tierras de los Guataquíes, escuchó de estos que hacía unos pocos días habían pasado unos extraños; algunos parecidos a ellos, a quienes llamaron Peruleros porque provenían del Perú, acompañados de guerreros mercenarios, equipados con armas bellamente decoradas, herrajes, tiendas, mujeres de juego, expertos cocineros, toros de casta, princesas y mujeres con atuendos típicos Incas, esclavos negros y centenares de cerdos cuidados con esmero por un sinnúmero de esclavos dirigidos por fray Hernando de Granados; hacían parte de una formidable expedición cuyo propósito era llegar al Mar del Norte.  Como maestre de campo venía Melchor Valdez y como capitanes Juan de Cabrera, Pedro de Puelles, Hernando de Rojas y el controvertido Juan de Arévalo a quien medio Perú no quería.  
Guiado por los naturales, preocupado e intrigado Pérez de Quesada, dio alcance a la gran expedición de Belalcázar que se hallaba estacionada en la desembocadura del río Sabandija; banda occidental del Magdalena en un punto que más tarde llamaron Paso de Julio Góngora, hoy día, la población de Méndez Tolima.  Este sin duda fue el primer encuentro entre dos grandes expediciones en suelo panche que se tenga noticia y sucedió el 6 de agosto, fecha en que Quesada le dio origen a Santa Fe.
Por la súbita llegada desde Coro Venezuela con cuatrocientos hombres de los cuales perdió trescientos, ciento diez soldados de a pie, diecisiete de a caballo, más un centenar de indios cargueros Caquetíos el tercer expedicionario, el Teutón don Nicolás de Federmán, teniente del general Jorge Spira y encargado por Alfínger como Teniente y Capitán General; entra por el oriente del país a la sabana de Bogotá, en busca según él de hallar camino al Mar del Sur.  Este viaje estuvo lleno de anécdotas, descuartizamientos y quema de indios vivos. Todo justificable para este expedicionario luterano, que si no resultó un gran soldado, al menos, sí un estratega astuto y cruel, comerciante hábil, cosa que demostró al enfrentar a Quesada y Belalcázar en tierras de Tisquesusa en donde se crea entre estos comandantes una incómoda situación que origina severas disputas territoriales.  
Los tres altos oficiales convinieron el regreso a Europa para que la corte española decidiera sobre tan complicados litigios.  Tratando de encontrar una ruta más cercana y con el acertado conocimiento de la zona por sus guías panches, Muiscas y sus previas expediciones, concluyeron que el río Magdalena, aquel que habían dejado en el punto La Tora (nombre dado del libro sagrado del judaísmo y marca el origen hebreo de la familia del conquistador Quesada), habiendo decidido navegar por el Opón arriba;  se encontraba tan solo a cuatro días de camino hacia el occidente.  Fue así entonces que el 12 de mayo de 1539 los tres generales expedicionarios salieron rumbo a Guataquí (Cundinamarca), una de las primeras poblaciones de origen Panche en ser tomada por europeos y primer puerto de embarque sobre el alto Magdalena.  Es de anotar que la población de Tocaima (Cundinamarca) frente a Guataquí, también de origen panche, fue sitio estratégico para la explotación de las minas de La Sabandija, Venadillo y Mariquita en el norte del departamento del Tolima (Fernández de Piedrahíta). En cuanto a la fundación de estos pueblos y los que había por venir, permiten la siguiente reconstrucción esquemática:   
1 - Se comprueba que en la región conquistada exista oro.  2 - Se funda sobre una antigua ciudad o pueblo uno nuevo y se toma esta como fecha de fundación única.   3 - Se impone la esclavitud o vasallaje de acuerdo a las leyes europeas y se crean y reparten las encomiendas entre sacerdotes, oficiales y soldados.   4 - Se encuentran y explotan con intensidad las minas de oro inicialmente con mano de obra local, después con nativos traídos de otros lados, posteriormente trabajadores esclavos llegados penosamente del África. 
En 1.542 don Alonso Luis de Lugo, hijo del extinto gobernador de Santa Marta don Pedro Fernández de Lugo provenientes de los Reinos de España e Islas de Canaria,  llegó a Santa fe como adelantado del Reino de Granada, quien según fray Pedro Simón trajo las primeras 35 vacas y un toro a estos nuevos territorios.  Ingratamente recordado por codicioso, saqueador del Erario Real y cuanto pudo en Santa fe; a finales de 1.543 comisionó a Hernán Venegas Carrillo a descubrir estos sitios.  Entrando por Zipacón encontró gran ayuda por parte del Síquima, para pasar al lado occidental de la nación donde se encontraban estas magníficas minas.  Pero esta relación amistosa no duró mucho. Los españoles empezaron una guerra que tardó 11 años de 1.540 a 1.551 para someter por la fuerza a los panches del Cacique Tocaima.  El 20 de marzo de 1544 el capitán Vanegas Carrillo fundó la ciudad de Tocaima.
Para Europa el evento de la conquista les abrió un horizonte inesperado.  Propició cambios profundos en lo político, cultural, teológico y económico. Según informes oficiales de la administración colonial española, aproximadamente un siglo después de iniciada la conquista en América, se transportaron a la península ibérica 181 toneladas de oro y 16.000 toneladas de plata.  Estas cifras no tienen en cuenta que tanto los oficiales, soldados, frailes, recaudadores, adelantados etc., se quedaban con la mayor parte del oro, plata y piedras preciosas que robaban, explotaban, encontraban o recaudaban.  El intenso comercio de América hacia Europa, creó unas figuras que hoy día aún están vigentes. En Europa circuló por espacio de quince años, diez veces más oro del que normalmente circulaba, produciendo una gran expansión mercantilista, animando de esta forma el nacimiento del capitalismo entre España y Portugal quienes a su vez gastaban y guardaban ese oro en Holanda e Inglaterra.    
El primer intento de don Gonzalo por salir hacia Europa para entregar personalmente la parte del tesoro rancheado al Emperador y registrar su descubrimiento, fue frustrado por problemas internos.   Pero la llegada de dos conquistadores con poderosos ejércitos a este mismo territorio apresuro nuevamente la salida.  En dos bergantines, el uno para Jiménez de Quesada y para el alemán Federmán y el otro para Belalcázar; por espacio de 17 kilómetros navegaron sumidos y distraídos por sus disputas jurisdiccionales, nunca se percataron de estar en pleno corazón de la nación panche, sociedad de pescadores y artesanos, que tampoco imaginaron que aquellos extraños serían los nuevos propietarios de sus tierras, destructores de sueños y verdugos de sus cuerpos y almas.  En este recorrido los conquistadores se encontraron con la que consideramos fue uno de los pilares de la cultura panche, Honda Tolima.  El desembarco en dicha población se debió a que era demasiado arriesgado cruzar los rápidos que allí se forman decidiendo hacer trasbordo, hecho que se convirtió en una importante costumbre y de Honda haría el puerto principal del Nuevo Reino.  Los conquistadores y sus problemas siguieron rumbo a Europa pero el pueblo panche quedó expuesto al amargo y demoledor orden colonial.
Antes de la llegada del saqueador y codicioso gobernador Alonso Luis de Lugo, el 17 de abril de 1537, la Real Audiencia de Santo Domingo de la cual dependía la gobernación de Santa Marta, nombró sucesor a Jerónimo Lebrón, habitante en la isla la Española e hijo del licenciado Cristóbal Lebrón.  Esta designación se hizo mientras en España se oficializaba el nombramiento del sucesor por derecho que correspondía a don Alonso Luis de Lugo.    
Evitando una confrontación armada con los hermanos Quesada y sin poder hacer valer sus derechos en el Nuevo Reino por encontrarse en una posición militar desventajosa, decidió en enero de 1541 devolverse a Santa Marta en dos bergantines construidos en Guataquí, pero no antes de hacer un gran negocio con Pérez de Quesada por valor de doce mil pesos de oro, por la venta de sus provisiones, enseres y caballos, siendo esta cifra toda una fortuna. Navegando por la nueva ruta del Magdalena, este ambicioso personaje cometió cantidad de robos y abusos a los moradores nativos de la ribera. 
Por la segunda detención y posterior traslado del Gobernador Don Alonso a España por oponerse a las confirmaciones de las encomiendas hechas por Lebrón;  Alonso De Lugo deja como gobernador encargado a su familiar don Lope Montalvo de Lugo, quien gobernó hasta que llegó de España el nuevo reemplazo nombrado por el Rey, el licenciado Miguel Díez de Armendáriz, primer visitador y juez de residencia.  En 1.545 llegó a Cartagena y dio título de teniente gobernador de este Reino a don Pedro de Ursúa. 
Por su parte el licenciado Teniente General don Gonzalo Jiménez de Quesada después de haber conquistado, vivido en estos reinos, viajado a Europa y gastado una fortuna en diversiones y pleitos en España, Francia e Italia al cabo de 12 años regresó al Reino de la Nueva Granada con el título de Mariscal; dedicando su vida a la búsqueda del Dorado.  En este esfuerzo perdió su dinero y solo regresaron a Bogotá 74 españoles de los 300 que lo acompañaban, cuatro indios de servicio de los 1.500 y 18 de los 110 caballos que llevaba.  
Es muy posible que la actitud beligerante asumida por los panches desde la llegada de los peninsulares a estas tierras, se deba a que ya tenían noticia de la forma como los españoles se habían comportado en las Antillas.  Esta actitud condujo a la rápida extinción física y cultural de los primeros súbditos de la Corona Española en unos pocos años de dominio colonial.  También sabían cómo sometieron, engañaron y robaron a sus vecinos Muiscas. Bajo esta amenaza, a los españoles se les combatió desde su llegada y nunca se les consideró como amigos y mucho menos como dioses.  
Es difícil saber si los panches en realidad eran excelentes guerreros, si alguna vez tuvieron una fuerza que representara un verdadero peligro para la conquista, o simplemente fueron utilizados por los narradores españoles para acrecentar la fama y reputación de los conquistadores; para desviar con la grandeza castellana y con supuestos fieros guerreros la incompetencia y frustración de no poder dominar sin asesinar y de no poder vivir sin compartir. 
Los panches podían en determinado momento tener un ejército de miles de hombres, pero no eran en verdad un reto militar serio por la superioridad del armamento y las tácticas de guerra no ortodoxas de los españoles.  Los estrategas militares ibéricos usaban grupos enemigos de sus fuertes adversarios, para ser convenientemente utilizados como aliados.  Tácticas, como la de tierras arrasadas, castigos severos, el boicot de artículos de primera necesidad, la guerra sucia y hasta la guerra biológica (los españoles arrojaban cadáveres contaminados con enfermedades contagiosas a las fuentes de suministro de agua de sus adversarios), fueron muy bien entendidas y ampliamente practicadas por los españoles en América, siendo estos los factores causantes de la rápida desaparición de esta población.  De igual forma se sabe que los panches usaban armas no especializadas, es decir no fueron adecuadas para el combate, eran aparejos para la caza o elementos de labranza.  El escudo por ejemplo que fue un instrumento de protección básico utilizado por sociedades bélicas antiguas, no se conocía en esta parte del mundo, sencillamente porque no se había creado la necesidad de su empleo.   En las pocas bajas que tuvo el ejército de Quesada, se evidencia la forma singular de lucha de los panches concretándose a la captura de prisioneros y no en el aniquilamiento físico del combatiente, diseñándose para este propósito armas que no ocasionaban heridas mortales.  Algo similar sucedió a sociedades Mesoamericanas y al respecto bien lo comentaba el cronista Bernal Días del Castillo, al referirse a un combate entre españoles comandados por Cortés contra Mayas en la ciudad de Potonchan, importante centro comercial en la Centroamérica antigua: ...En el tiempo que necesitaban para capturar un enemigo podían haber matado a tres...  La evidencia histórica y arqueológica muestra que entre los panches no existía una sociedad de guerreros adaptados especialmente para la escena de combate, ni mucho menos que provinieran de una comunidad de belicosidad ancestral.
Sin embargo en caso de sentirse amenazados, disponían de una estructura defensiva para la protección de su soberanía.  Los Siquimas eran convocados a una asamblea permanente, formando una alianza militar entre varias aldeas estados o cacicazgos en respuesta a una agresión a su soberanía.  Se tomaban decisiones, convenían estrategias y convocaban al pueblo a tomar las armas.  En pequeños grupos venían apareciendo desde diversos sitios del señorío, encabezados por su líder o cabecilla seleccionado entre ellos mismos.  Los escuadrones se organizaban con gentes de la misma aldea o región y se les informaba de las diversas actividades que debían desempeñar.  Convocado este ejército de aldeanos y armados con aparejos de labranza y cacería, eran dirigidos por capitanes quienes disponían de armas más especializadas y que a su vez estarían liderados por los Caciques en persona.
El avance hacia el frente de guerra para los panches, era ejecutado por divisiones de ataque cada una compuesta por flecheros y diestros cazadores armados con hachas en piedra.  Estas legiones eran antecedidas por expertos honderos y lanzadores de dardos; que mimetizados en la vegetación, cumplían con el ablandamiento y desconcierto en el frente enemigo para el grueso de su ejército provisto con poderosas macanas.  También tenían como misión, defender la retaguardia y dar apoyo en caso de retirada.  En el combate era válido todo, hasta tirar piedras y morder.  Aún antes de la guerra, las prendas y las pinturas corporales que usaban los panches, llenaban de desconcierto y terror haciendo huir a sus adversarios.  Sabemos por algunas comunidades bélicas que un clamoreo ruidoso y aplastante era un arma en sí.  Logrando sacudir la mente de un hombre, se lograba también debilitarlo físicamente.  Sin embargo los panches hacían todo lo contrario, alentaban su propia resolución hacia el combate y atemorizaban al enemigo desarrollando la ofensiva en el más absoluto silencio. En contraste, los panches no conocían la pólvora ni mucho menos sus devastadores efectos en la guerra; ignoraban el uso de los perros y los caballos que daban fuerza, agilidad y ponían un toque de desconcierto y terror a las ofensivas; y por último desafiaban un poder desconocido, soldados mercenarios europeos experimentados y curtidos que venían de una serie de guerras de reconquista en las que por cerca de ocho siglos, lucharon contra la expansión musulmana en Europa y como resultado de ello, desarrollaron tácticas especializadas de combate y armas para producir una muerte segura.  
Como un ejército más del lado castellano, los perros armados de colmillos y garras poderosas, estaban entrenados para desbaratar un cuerpo humano, ocasionando terribles lesiones, heridas desgarradas y amputación de órganos genitales a los sobrevivientes.  Los muertos por perros corrieron mejor suerte, su deceso se daba por desgarramiento de la garganta, destrucción del abdomen, infecciones, heridas severas y anemia aguda por pérdida de sangre.  Con suerte el atacado era rápidamente degollado y devorado por estos fieros perros acostumbrados a la carne humana.  Esta suerte no solo la vivió el combatiente indígena, en una política implacable de intimidación, los mastines españoles fueron usados contra el resto de la población, mujeres ancianos y niños cayeron víctimas de esta bestial política de guerra.   
La victoria de unos pocos jinetes españoles no se debió únicamente a la pólvora, a los perros, caballos o a los hombres que los montaban sino a los millares de indígenas mercenarios que capacitaron para ser dirigidos por cada soldado español. Las tácticas de los panches también fueron un factor de desventaja, cuya tradición era atacar en grandes grupos, haciéndolos vulnerables a la artillería y a los mosquetes.  Estas armas ocasionaban la muerte a distancia significando la deshonra para los panches, delicadeza que no afectaba a los castellanos a quienes les era indiferente el modo de matar.
Hicieron frente y fue difícil vencerlos, pero los españoles no tardaron mucho en encontrar la mayor debilidad de estos fieros y valerosos defensores; a la muerte o captura de su líder, solían abandonar el campo de batalla, así estuvieran ganando la contienda. Esto significó la peor derrota en el campo estratégico para los panches y una ventaja significativa para alcanzar la victoria castellana contra este pueblo.
Entre los caudillos y guerreros más destacados en la lucha contra los castellanos tenemos el Cacique Bituima quien derrotó a Fernán Pérez de Quesada en una batalla complicada donde el tiempo, valor y astucia fueron decisivos. Jefe de una coalición de parcialidades panches, entre ellos ambalemas, sasaimas, guataquíes, anapoimas apoyados por tocaremas, síquimas, calandaimas y otros más, se organizaron para expulsar de sus territorios a los españoles.    
Difícilmente se ha podido organizar una lista de otros jefes, con historias de arrojo por lo complicado en hallar sus nombres o acciones de valentía entre los manuscritos españoles de la época, sin embargo aquí tenemos algunos de ellos;  Grandes Señores que gobernaban las tierras de la parte que hoy día comprende las tierras cálidas del departamento de Cundinamarca contra el río Magdalena en momentos de la conquista: Anapoima, Atacaima, Bituima, Calandaima, Conchima, Iqueima, Guacana, Lachimi, Síquima, y Tocaima.  
Caciques que dominaron la margen occidental del río Magdalena, norte del Tolima que hicieron frente a los españoles: Abea, Ambalema, Cirircua, Cimara, Colandaima, Totor, Leriguá,  Pompomá, Niquiatepa, Sumará, Ujiaté, Unicoá, Uniatepa, Uniguá,  Ondama y Yuldama.  Es posible que algunos de estos nombres hayan sido confundidos por importantes Después de este primer encuentro con sus lamentables consecuencias y antes de disminuir el ánimo por defender sus territorios, los panches se organizaron cada vez más "en tácticas de guerrillas de indios " para enfrentar las grandes acciones militares que aún estaban por venir.

## Aspectos antropológicos
Su piel era cobriza, andaban desnudos, con zarcillos en orejas y narices, sartas de colores en cuello y cintura y plumas de colores en la cabeza. Adornaban cuello, frente, brazos, muslos y pantorrillas con piezas de oro. Tenían por costumbre colocar tablas en la parte posterior y anterior de la cabeza de los niños, para que el cráneo tomara forma de pirámide. Sus poblaciones, rancheríos dispersos que dependían de uno principal donde vivía un jefe político (aunque jamás alcanzaron niveles de cacicazgo o estatales), estaban situadas en partes altas y de difícil acceso, a donde se llegaba por un único camino, en el que, para protegerse de los enemigos, cavaban profundos fosos, en cuyo fondo colocaban púas envenenadas. Solían adornar sus casas con cráneos de los enemigos y decorarlos como forma de prestigio social. Según los españoles practicaban el canibalismo, haciendo presumir el uso ritual del mismo, también se afirma que bebían sangre en el campo de batalla.

### Religión
Es un hecho y descubre una unidad fundamental, siendo considerados los hechos naturales como un gesto de fuerza divina; en los valles del Magdalena el Panche adoraba la fuerza de la naturaleza y, ante todo, las aguas, las montañas, el monte, el sol y la luna.
Los panches tenían como dios central un ser tutelar, poderoso y único llamado NANUCO o NACUCO.  Dominaba y regía las cosas de este y otros mundos, tenía el poder de hacer tanto el bien como el mal, era supremo; por lo tanto sus actos y naturaleza iban acompañados de doble contenido.  Este temido dios era evocado con un nombre diferente de acuerdo a su estado de ánimo y de los sucesos ocurridos en el mundo, asimismo podía ser visto de diferente manera.  A un que era el dios de dioses siempre estaba representado con una sexualidad femenina.  Tenía igualmente este pueblo, un conjunto de dioses mayores como el sol, la luna llamada QUININÍ, el agua y el monte. Existían también dioses menores iguales a los de la etnia Pijao como la princesa diosa TULIMA y otros de importancia como LULOMOY dios grande con múltiples extremidades, LOCOOMBO dios del tiempo, benévolo y creador de todas las cosas existentes y ELIANI dios de las cosas no buenas, su poder fue mal interpretado por los conquistadores dándole el mismo calificativo del demonio cristiano.Por la abundancia y proximidad con las aguas, algunas de estas deidades debieron ser habitantes de las mismas, otras aparecían y se transformaban en la noche, como la luna por quien sentían gran respeto y atracción.
Al igual que otras religiones, los panches adoraban un ser supremo con una personalidad compleja, seguido por dioses menores o deidades a las cuales atribuían la maldad o la benevolencia.  Su dios central representaba dos mitades irreconciliables y opositoras; arbitrariamente dividido, ejercía el bien entre los hombres siendo a su vez aterrador y despiadado.  Contrario al diablo en el cristianismo, éste no era un ser independiente que solo actúa a favor del mal, aquí pertenecía a esa misma esencia divina.  La maldad para los panches era parte del carácter de ese mismo dios benévolo y celestial; por lo tanto para poder adorar el mundo en su totalidad, había que establecer junto al culto inmaculado, un culto a la maldad, o digámoslo de otra forma un culto al castigo divino, 
Estas deidades no solamente indicaban al hombre indígena las formas de hacer las cosas o de cómo actuar entre ellos mismos, sino fijaban normas que seguían con sumo rigor, respeto, atención, temor, teniendo como fin la actitud hacia la Naturaleza, ya que era ella misma quien ejercía sobre el hombre todo su poder.  Ella representaba el espacio vivo de la ocupación y el sustento humano.  El culto a Natura, con particularidad casi congénita y ancestral como las oraciones, rezos, sacrificios, ofrendas y la misma esencia de la filosofía, tenía un carácter estrictamente basado en el Equilibrio Ecológico.  De esta estrecha e imprescindible relación afloran revelaciones como los espíritus del agua, aire, tierra, fuego, monte, quienes con todo su poder y respaldo de la Gran Madre castigan a quienes profanan y abusan o premian a quienes respetan y cuidan de este medio vital. Estos Elementos dioses, estaban dotados de vida y descomunal poder, siendo estos quienes castigaban con enorme furia como erupciones volcánicas, lluvias torrenciales, temblores, tormentas o sequías, cuando ese equilibrio estaba amenazado. Ver más en Los Inconquistables Panches del Magdalena.

### Usos y costumbres
Se recalca de forma constante que la actividad más importante de los panches era la guerra y por este motivo sus actividades cotidianas giraban en torno a esta. Sin embargo se sabe que trabajaron la cerámica para fabricar ollas y utensilios caseros. Conocieron el arte del hilado y el tejido, aunque en forma rudimentaria. El arte rupestre lo expresaron mediante ideogramas grabados o pintados en las rocas, de los cuales aún subsisten muestras en el cerro Guacaná, en la piedra del Chucui y en general en decenas de piedras talladas en todo su antiguo territorio. La música, que en todos los pueblos ha sido una manifestación artística y a veces con connotaciones religiosas, también la practicaron los panches con instrumentos tales como carracas, fotutos, trompetas de caracol, cascabeles, semillas secas y tambores.
Los panches eran exógamos: no se casaban con miembros de su misma tribu ya que se tenían como hermanos, por lo tanto las mujeres y hombres buscaron parejas matrimoniales en otros grupos o incluso de otros pueblos.

## Vocabulario
Fray Pedro Simón recopiló unas pocas palabras de la lengua panche:
nieve, nevado = tolima
cruel, asesino = colima
cascada, salto de Tequendama: pati
jefe = xe amima
jefe principal = acaima
pez grande hocicón = patalo
pez bagre = panche